# Victoria Elisabeth Prinzessin zu Hohenlohe-Langenburg
Victoria Elisabeth Prinzessin zu Hohenlohe-Langenburg, 20. Herzogin von Medinaceli, Grande de España (spanisch doña Victoria Elisabeth von Hohenlohe-Langenburg, xx duquesa de Medinaceli, Grande de España) (* 17. März 1997 in Málaga, Andalusien, Spanien) ist eine deutsch-spanische Hochadelige und Angehörige des mediatisierten Fürstenhauses von Hohenlohe-Langenburg. Als jefa de la casa de Medinaceli steht sie einer der bedeutendsten und ranghöchsten Adelsfamilien Spaniens vor. Sie gilt als die Person mit den meisten Adelstiteln weltweit. 

## Biografie und familiärer Hintergrund
Victoria wurde am 17. März 1997 in Málaga als erstes Kind des deutsch-spanischen Adeligen Marco Prinz zu Hohenlohe-Langenburg (span. don Marco de Hohenlohe-Langenburg y Medina) und seiner deutschen Ehefrau Sandra Schmidt-Polex geboren. Ihr jüngerer Bruder ist Alexander Gonzalo Prinz zu Hohenlohe-Langenburg (span. don Alexander Gonzalo von Hohenlohe-Langenburg), der heutige 14. Herzog von Ciudad Real und 13. Markgraf von Navahermosa. 
Victoria wurde dreisprachig erzogen, wuchs hauptsächlich in München auf und studiert heute Internationale Beziehungen an der IE University in Madrid. 
Ihre Großeltern väterlicherseits waren Max von Hohenlohe und doña Ana Luisa de Medina y Fernández de Córdoba, 10. Gräfin von Ofalia, ältestes Kind der 18. Herzogin von Medinaceli, doña Victoria Eugenia Fernández de Córdoba y Fernández de Henestrosa, womit Victoria über diese Linie von der casa de Medinaceli, einem der bedeutendsten Geschlechter Spaniens, abstammt. 
Victorias Urgroßmutter, die 18. Herzogin von Medinaceli, hatte neben Victorias Großmutter Doña Ana, die eine enge Vertraute von Königin Sophia war, noch folgende Söhne:
- don Luis de Medina y Fernández de Córdoba, 8. Herzog von Santisteban del Puerto, Grande de España,
- don Rafael de Medina y Fernández de Córdoba, 18. Herzog von Feria, Grande de España,
- don Ignacio de Medina y Fernández de Córdoba, 19. Herzog von Segorbe, Grande de España

Victorias jüngster Großonkel Don Ignacio, 19. Herzog von Segorbe, ist verheiratet mit Prinzessin María de la Gloria de Orleans-Braganza y Borbón-Dos Sicilias, welche eine Cousine ersten Grades von König Juan Carlos I. und die frühere Ehefrau von Kronprinz Alexander von Jugoslawien ist.

## Nachfolge
Die in Spanien traditionell gültige Erbfolgeregelung, welche Frauen die Nachfolge zu Adelstiteln (im Gegensatz zu anderen Ländern) zwar ermöglichte, sie jedoch hinter jüngere Brüder zurücksetzte, wurde mit Gesetz 33/2006 vom 30. Oktober 2006 abgeschafft und durch die absolute Primogenitur ersetzt, wonach immer das älteste Kind unabhängig vom Geschlecht nachzufolgen hat. 
Victorias Großonkel Don Luis, 8. Herzog von Santisteban del Puerto, war als ältester Sohn der ursprüngliche (Haupt-)Erbe der Medinacelis, fiel durch die Gesetzesänderung jedoch hinter seine ältere Schwester Doña Ana zurück. Nichtsdestotrotz blieb er nicht titellos, denn die 18. Herzogin von Medinaceli hatte all ihren Söhnen aus der enormen Anzahl ihrer Titel bereits zu Lebzeiten (was nach spanischem Recht möglich ist) einen Herzogstitel inklusive Grandeza de España übertragen. 
Doña Ana de Medina y Fernández de Córdoba starb 2012 noch vor ihrer Mutter, weshalb Victorias Vater als ihr ältestes Kind ihren Erbanspruch erbte. Victoria folgte ihrer Großmutter als Gräfin von Ofalia, während ihr jüngerer Bruder der Großmutter als Markgraf von Navahermosa folgte. 
Nach dem Tod seiner Großmutter folgte Marco Prinz zu Hohenlohe-Langenburg 2013 als 19. Herzog von Medinaceli etc. sowie als Direktor der Fundación Medinaceli mit offiziellem Sitz in der Casa de Pilatos, Sevilla. Er starb jedoch bereits 2016, bevor er alle Titel auf sich übertragen lassen konnte. 
Victoria folgte ihrem Vater als 20. Herzogin von Medinaceli, während sie bei den meisten anderen Titeln auf ihre Urgroßmutter Doña Victoria Eugenia folgte. 
Heute ist sie die meisttitulierte Adelige der Welt und hält als zehnfache Grande de España die meisten grandezas, noch vor dem Herzog von Alba.

## Titel und Prädikate

### Adelsprädikate
- Aufgrund ihrer Abstammung aus dem Haus Hohenlohe-Langenburg und als reine Höflichkeitsform:
  - Ihre Durchlaucht Prinzessin Victoria zu Hohenlohe-Langenburg (span. Su Alteza Serenísima la princesa doña Victoria von Hohenlohe-Langenburg)
- Aufgrund ihrer Abstammung aus dem Haus Medinaceli und offiziell in Spanien:
  - 17. März 1997 bis 26. Mai 2016: doña Victoria von Hohenlohe-Langenburg (deutsch: Doña Victoria von Hohenlohe-Langenburg)
  - 26. Mai 2016 bis 8. Mai 2017: Excelentísima Señora (XI) condesa de Ofalia (deutsch: Ihre Exzellenz die Gräfin von Ofalia)
  - 8. Mai 2017 bis heute: Excelentísima Señora (XX) duquesa de Medinaceli (deutsch: Ihre Exzellenz die Herzogin von Medinaceli)

### 43 Adelstitel, 10fachegrandeza de España
1 Titel als Mitglied eines vormals regierenden Hauses:
- Prinzessin zu Hohenlohe-Langenburg

5 Herzogtümer (ducados):
- Herzogin von Medinaceli, mit grandeza de España, als Nachfolgerin ihres Vaters[5]
- Herzogin von Alcalá de los Gazules, mit grandeza de España, als Nachfolgerin ihrer Urgroßmutter[6]
- Herzogin von Camiña, mit grandeza de España, als Nachfolgerin ihrer Urgroßmutter[7]
- Herzogin von Denia, mit grandeza de España, als Nachfolgerin ihrer Urgroßmutter[8]
- Herzogin von Tarifa, mit grandeza de España, als Nachfolgerin ihrer Urgroßmutter[9]

#### 15 Markgrafschaften (marquesados)
- Markgräfin von Cilleruelo, als Nachfolgerin ihrer Urgroßmutter[10]
- Markgräfin von San Miguel das Penas y la Mota, als Nachfolgerin ihrer Urgroßmutter[11]
- Markgräfin von Aytona, mit grandeza de España, als Nachfolgerin ihrer Urgroßmutter[12]
- Markgräfin von Camarasa, mit grandeza de España, als Nachfolgerin ihrer Urgroßmutter[13]
- Markgräfin von (la) Torrecilla, mit grandeza de España, als Nachfolgerin ihrer Urgroßmutter[14]
- Markgräfin von Priego, mit grandeza de España, als Nachfolgerin ihrer Urgroßmutter[15]
- Markgräfin von Alcalá de la Alameda, als Nachfolgerin ihrer Urgroßmutter[16]
- Markgräfin von Comares, als Nachfolgerin ihrer Urgroßmutter[17]
- Markgräfin von Denia, als Nachfolgerin ihrer Urgroßmutter[18]
- Markgräfin von (las) Nava, als Nachfolgerin ihrer Urgroßmutter[19]
- Markgräfin von Malagón, als Nachfolgerin ihrer Urgroßmutter[20]
- Markgräfin von Montalbán, als Nachfolgerin ihrer Urgroßmutter[21]
- Markgräfin von Tarifa, als Nachfolgerin ihrer Urgroßmutter[22]
- Markgräfin von Villafranca, als Nachfolgerin ihrer Urgroßmutter[23]
- Markgräfin von Villa Real, als Nachfolgerin ihrer Urgroßmutter[24]

#### 18 Grafschaften (condados)
- Gräfin von Ofalia, als Nachfolgerin ihrer Großmutter[25]
- Gräfin von San Martín de Hoyos, als Nachfolgerin ihrer Urgroßmutter[26]
- Gräfin von Santa Gadea, mit grandeza de España, als Nachfolgerin ihrer Urgroßmutter[27]
- Gräfin von Alcoutim, als Nachfolgerin ihrer Urgroßmutter[28]
- Gräfin von Amarante, als Nachfolgerin ihrer Urgroßmutter[29]
- Gräfin von Castrogeriz, als Nachfolgerin ihrer Urgroßmutter[30]
- Gräfin von Ossona, als Nachfolgerin ihrer Urgroßmutter[31]
- Gräfin von Prades, als Nachfolgerin ihrer Urgroßmutter[32]
- Gräfin von (del) Risco, als Nachfolgerin ihrer Urgroßmutter[33]
- Gräfin von Aramayona, als Nachfolgerin ihrer Urgroßmutter[34]
- Gräfin von Buendía, als Nachfolgerin ihrer Urgroßmutter[35]
- Gräfin von Castellar, als Nachfolgerin ihrer Urgroßmutter[36]
- Gräfin von Cocentaina, als Nachfolgerin ihrer Urgroßmutter[37]
- Gräfin von Medellín, als Nachfolgerin ihrer Urgroßmutter[38]
- Gräfin von (los) Molares, mit Adelantada mayor von Andalusien, als Nachfolgerin ihrer Urgroßmutter[39]
- Gräfin von Moriana del Río, als Nachfolgerin ihrer Urgroßmutter[40]
- Gräfin von Valenza y Valladares, als Nachfolgerin ihrer Urgroßmutter[41]
- Gräfin von Villalonso, als Nachfolgerin ihrer Urgroßmutter[42]

#### 4 Vizegrafschaften (vizcondados)
- Vizegräfin von Bas, als Nachfolgerin ihrer Urgroßmutter[43]
- Vizegräfin von Cabrera, als Nachfolgerin ihrer Urgroßmutter[44]
- Vizegräfin von Linares, als Nachfolgerin ihrer Urgroßmutter[45]
- Vizegräfin von Villamur, als Nachfolgerin ihrer Urgroßmutter[46]